# مايك باركر (لاعب كرة قدم أمريكية)
مايك باركر (بالإنجليزية: Mike Parker)‏ هو لاعب كرة قدم أمريكية أمريكي، ولد في 1 يوليو 1975.